# Sanyo
Sanyo Electric Co., Ltd. (三洋電機株式会社?, San'yō Denki Kabushiki-gaisha) è una società giapponese di elettronica con sede a Moriguchi nella prefettura di Osaka in Giappone.
Fu fondata nel 1950 da Toshio Iue (井植 歳男?, Iue Toshio), cognato di Konosuke Matsushita, fondatore della Matsushita (Panasonic).
Il nome della compagnia in giapponese significa "tre oceani", riferendosi all'ambizione del fondatore di vendere i propri prodotti a livello mondiale attraverso l'Oceano Atlantico, l'Oceano Pacifico e l'Oceano Indiano.

## Storia

### La creazione

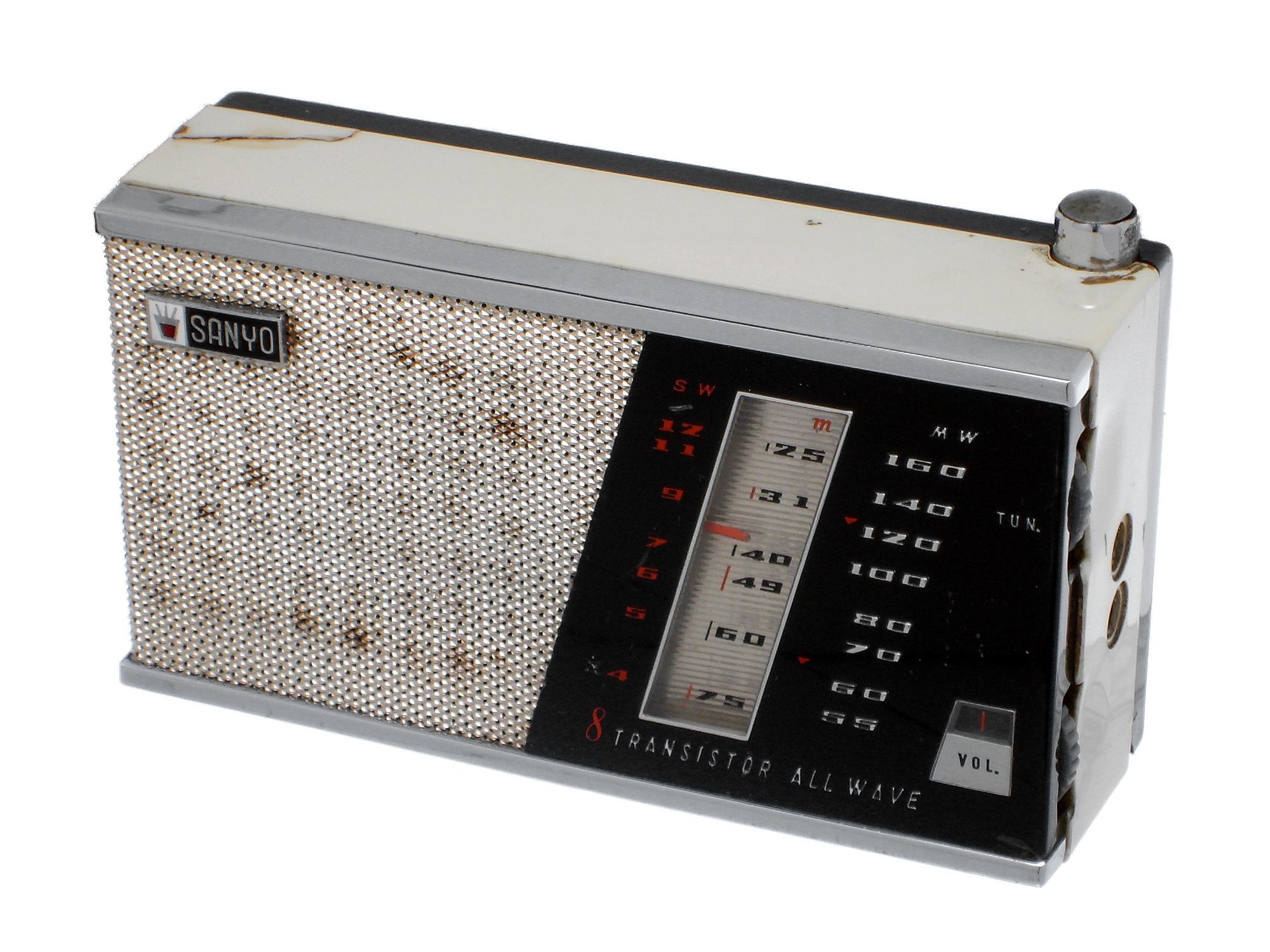
Radio a transistor, modello 8S-P3, 1959

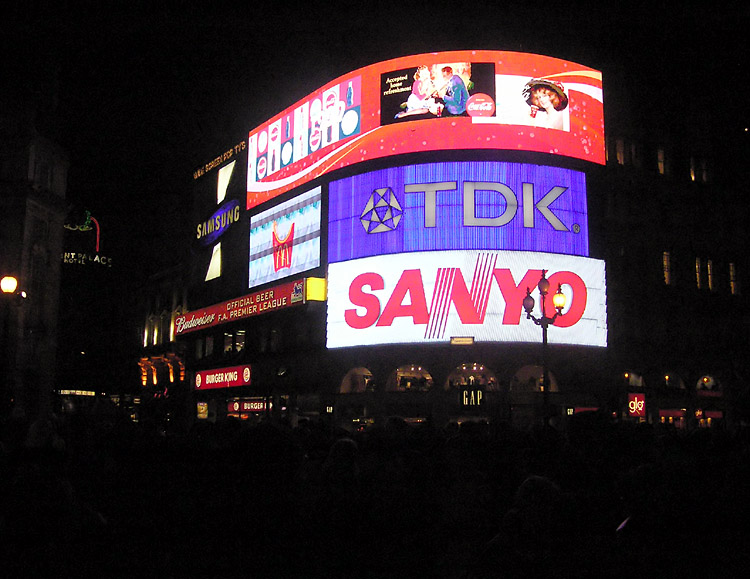
Sanyo logo al neon a Piccadilly Circus

Sanyo fu registrata nell'aprile del 1950 da Toshio Iue (井植 歳男?, Toshio Iue, 28.12.1902–16.7.1969), cognato e braccio destro di Konosuke Matsushita, fondatore della Matsushita Electric Housewares Manufacturing Works (che più tardi sarebbe divenuta Panasonic). Nel febbraio 1947 Matsushita aveva dato in uso a suo cognato Iue uno stabilimento vuoto ad Houjo, nella Prefettura di Hyogo, dove lo stesso poté iniziare a fabbricare fanali per biciclette alimentati a dinamo. Nel 1952 produsse la prima radio di plastica e nel 1954 la prima macchina lavatrice a pulsanti del Giappone. Il nome della società vuol dire tre oceani in lingua giapponese, riferendosi all'ambizione del fondatore di vendere i prodotti in tutto il mondo.
Nel 2005 Sanyo si lega con LG per questa posizione e nel 2006 annuncia una nuova compagnia, in comproprietà tra Sanyo e Nokia che produrrà telefonini CDMA per entrambi i marchi. Il 2 novembre 2008 il consiglio d'amministrazione annuncia che la società verrà incorporata da Panasonic creando così il più grande polo mondiale nel settore hi-tech e l'annuncio ufficiale dato da Sanyo il 19 dicembre 2008. Diventa sussidiaria di Panasonic il 21 dicembre 2009.
Nel 2010 Sanyo vende la divisione semiconduttori alla ON Semiconductor. Il 1º marzo 2011 Sanyo Sales & Marketing chiude, l'area commerciale è stata inclusa in Panasonic mentre tutti i dipendenti dell'azienda vengono messi in mobilità.

## Attività rilevanti
Nel 1969 il marchio Sanyo Electronics ebbe contatti con Sony supportando il formato Betamax video fino agli anni ottanta, successivamente adottò presto il formato Video8 per videocamere.
Avviò una collaborazione con la Sony, terminata nel 2008 per questioni legate al supporto di nuove tecnologie: la prima ha supportato il formato HD DVD per i film ad alta definizione, la seconda il Blu-ray Disc; la "battaglia" commerciale ha visto uscire vincitrice la Sony, il cui formato è diventato lo standard di riferimento per i nuovi dischi a lettura ottica.

## Curiosità
- Lo storico pannello pubblicitario Sanyo che campeggiava a Piccadilly Circus a Londra, uno dei pochi a non prevedere immagini in movimento e a usare luci al neon, è stato ceduto nel settembre 2011 all'azienda automobilistica sud-coreana Hyundai, dopo che l'azienda ha concluso la sua confluenza in Panasonic.